# سوپرنچرال
سوپرنچرال (به انگلیسی: Supernatural – به معنای فراطبیعی) یک مجموعهٔ تلویزیونی درام فراطبیعی ساخته شده توسط اریک کریپک است با بازیگری جرد پادالکی در نقش سم وینچستر، و جنسن اکلس در نقش دین وینچستر – برادرانی که در سراسر کشور آمریکا شیاطین و دیگر شکل‌هایی از موجودات ماوراطبیعی را شکار می‌کنند که اغلب مردم اعتقادی به وجود آن‌ها ندارند. داستان این مجموعهٔ تلویزیونی، وام گرفته‌شده از فولکلور و افسانه‌های محلی، و بررسی پاگانیسم و اساطیر مسیحی است. شیاطین دشمنان اصلی شخصیت‌های اصلی سریال در سراسر این مجموعه را تشکیل می‌دهند.
این مجموعه توسط برادران وارنر تولیدشده و تولیدکنندگان اجرایی فعلی این سریال ام‌سی‌جی، رابرت سینگر، جرمی کارور، فیل اسکریچیا، و آدام گلاس هستند. کیم منرز، تولیدکننده اجرایی سابق مجموعه، در طول تولید فصل چهارم سریال در اثر بیماری سرطان ریه درگذشت.
سریال، ابتدا کار خود را در ونکوور کانادا بر روی شبکهٔ دابلیو بی، که اکنون بخشی از شبکه تلویزیونی سی دابلیو است، آغاز کرد. قسمت اول مجموعه به نام آغاز در تاریخ ۱۳ سپتامبر ۲۰۰۵ پخش شد و میزان بینندگان این قسمت، در حدود ۵٫۶۷ میلیون نفر تخمین زده شد. با رتبه‌بندی‌ها و میانگین بینندگان بالای چهار قسمت اول فصل، دابلیو بی تصمیم گرفت که مجموعه را تا یک فصل کامل ادامه دهد. کریپک شخصاً مجموعه را برای سه فصل برنامه‌ریزی کرده بود اما بعد از آن تصمیم به انتشارش تا پنج فصل گرفت.
در ۱۳ فوریه سال ۲۰۱۴، سی‌دابلیو مجموعه را برای فصل دهم تمدید کرد. همچنین تهیه‌کنندگان سریال، از قطعی شدن حضور میشا کالینز و مارک شپرد به‌عنوان بازیگران اصلی این فصل خبر دادند.
در تاریخ ۲ آوریل ۲۰۱۸ شبکه CW این مجموعه را برای فصل چهاردهم شامل ۲۰ قسمت تمدید کرد، که در تاریخ ۱۱ اکتبر ۲۰۱۸ قسمت اول آن پخش گردید. این مجموعه هم‌اکنون پس از پخش قسمت ۳۲۷ در تاریخ ۱۹ نوامبر ۲۰۲۰ و در ۱۵ فصل به پایان رسیده‌است.

## خلاصه داستان

### فصل اول (۲۰۰۵–۲۰۰۶)
فصل اول با بازگشت به ۲۰ سال قبل و نمایش حمله یک شیطان به مری وینچستر (سامانتا اسمیت)، مادر سم (جرد پادالکی) و دین وینچستر (جنسن اکلس) و کشته شدن او آغاز می‌شود. پس از ۲۰ سال، پدرشان که از زمان مرگ همسرش به شکار موجودات شرور فراطبیعی مشغول شده، حین یک شکار گم شده‌است. دین، از سم کمک می‌خواهد ولی سم به علت مسائل قبلی با پدرش، نسبت به رفتن با دین بی میلی می‌کند. سرانجام سم برای کمک موافقت می‌کند و برادرها رهسپار می‌شوند. زمانی که به دنبال پدرشان می‌گشتند، جسیکا (آدریان پالیکی)، دوست دختر سم، طی حادثه‌ای ماوراطبیعی، مشابه حادثه‌ای که برای مادرشان اتفاق افتاد، کشته می‌شود. سم به‌خاطر ناتوانی در محافظت از او احساس گناه می‌کند؛ در نتیجه از دانشگاه رفتن منصرف می‌شود تا چیزی که دوست دخترش را کشته‌است را شکار کند.
در حین جستجو برای موجودی که جسیکا و مادرشان را کشته‌است، سم و دین به دنبال پدرشان می‌گردند و از طریق جنگ با شیطان‌های ماوراطبیعی به دیگران کمک می‌کنند. آن‌ها به همه جای آمریکا سفر می‌کنند و به تدریج شواهدی را می‌یابند، که باعث پیداشدن پدرشان می‌شود. پس از پیدا کردن پدرشان، او به سم و دین می‌گوید که متوجه شده موجودی که آن‌ها به دنبالش هستند، شیطانی به‌نام ازازل (با نام مستعار شیطان چشم‌زرد) است که به دنبال هفت‌تیری مرموز می‌گردد، به‌نام کلت پاترسون که قادر به کشتن هرچیزی است. در انتهای این فصل و پس از شکست در کشتن ازازل، هر سه در یک حادثه رانندگی که مسبب آن شیطانی دیگر بوده‌است، به شدت زخمی می‌شوند.

### فصل دوم (۲۰۰۶–۲۰۰۷)
پس از جریانات فصل اول، سم و پدرش، جان وینچستر (جفری دین مورگان)، از حادثه رانندگی آسیب‌های جزئی می‌بینند ولی دین در حال مرگ است. پدرش پس از احضار ازازل، در مقابل زندگی دین، هفت‌تیر و روحش را به شیطان واگذار می‌کند. در فصل دوم مشخص می‌شود که شیطان برای سم، نقشه‌های بزرگتری دارد. سم در شبی که مادرش مرد، توسط خون شیطان آلوده شده بود. به همین دلیل وی در بزرگ‌سالی دارای بعضی استعدادهای ذهنی است. همچنین، شیطان این عمل را بر روی کودکان دیگری نیز انجام داده‌است و آن‌ها نیز دارای بعضی استعدادهای ذهنی هستند که وینچسترها در سرتاسر فصل آنان را ملاقات می‌کنند. برادران با دوستان جدیدی همانند بابی (جیم بیور)، اِلن (سامانتا فریس)، جو (الونا تال) و اَش (چاد لیندبرگ) در این فصل مواجه می‌شوند، که به آن‌ها در شکارهایشان کمک می‌کنند. در ادامه، ازازل تمام انسان‌های خاص را که دارای بعضی استعدادهای ذهنی هستند در شهری متروکه برای مبارزه، گرد هم می‌آورد، تا زمانی‌که یک نفر باقی بماند. سم، توسط آخرین مردی که مقاوت کرده در دستان دین می‌میرد. پس از این اتفاق، دین روحش را برای زندگی با سم معاوضه می‌کند؛ در مقابل این‌که برای رفتن به جهنم یک سال زمان داشته باشد. در انتهای فصل، برادرها ازازل را می‌کشند ولی زمانی‌که ازازل دری از جهنم (دروازه شیطان) را باز می‌کند، باعث آزادسازی صدها شیطان می‌شود، و در همین حال، پدرشان نیز از جهنم فرار می‌کند تا به مکانی بهتر برود.

### فصل سوم (۲۰۰۷–۲۰۰۸)
فصل سوم بر روی تلاش سم برای نجات دین از معامله، متمرکز شده‌است. طی داستان، آن‌ها یک شیطان به نام روبی (کیتی کسیدی) را ملاقات می‌کنند که به سم علاقه‌مند و ادعا می‌کند که قادر به نجات دین است. همچنین آن‌ها با بلا تالبوت (لورن کوهن)، که یک دلال و فروشندهٔ اشیای سری است، ملاقات می‌کنند. برادرها سرانجام می‌فهمند که قرارداد دین در دست لیلیت (سیرا مک‌کورمک)، یک شیطان قدرتمند که خواهان مرگ دین است، قرار دارد. سم و روبی سرانجام در نجات دین ناموفق می‌مانند و دین توسط سگ‌های جهنمی کشته و به جهنم برده می‌شود.

### فصل چهارم (۲۰۰۸–۲۰۰۹)
فصل چهارم با بیداری دین در یک قبر در جهنم و درحالی که گیج و سردرگم است، آغاز می‌شود. او توسط فرشته‌ای به‌نام کستیل (میشا کالینز) و به دستور خداوند، از جهنم نجات داده شده‌است. در طی چهار ماهی که دین مرده و در جهنم بوده‌است، سم به کمک روبی در توانایی‌هایش پیشرفت می‌کند. به‌زودی آشکار می‌شود که دین دوباره زنده شده‌است تا مانع نقشه لیلیت، برای شکستن ۶۶ قفلی که اجازه می‌دهد لوسیفر (مارک پلگرینو) بار دیگر رهایی یابد، شود. در انتهای فصل، سم لیلیت را می‌کشد و قتل او آخرین قفل است. همچنین فرشته‌ها خواستار شکستن قفل‌ها هستند، زیرا باعث شکست لوسیفر در مقابل دین می‌شود و از این طریق، بهشت را بر روی زمین رهنمون می‌کنند. در ادامه، روبی فاش می‌کند که او سم را اداره کرده تا آن‌ها را ملاقات کنند و دین نیز در خون‌خواهی، روبی را می‌کشد. با کشته شدن لیلیت توسط سم و شکستن آخرین قفل، قفس لوسیفر اکنون باز شده و او از جهنم رهایی یافته‌است.

### فصل پنجم (۲۰۰۹–۲۰۱۰)
فصل پنجم به جنگ برای توقف لوسیفر، که اکنون از جهنم رهایی یافته و به زمین آمده‌است و نجات جهان از آخرالزمان اختصاص دارد. سرتاسر فصل، سم و دین با فرشتگان و شیاطین می‌جنگند، چرا که سرنوشت آن‌ها اینطور مقدر شده‌است، که پوسته میکائیل و لوسیفر باشند. در هنگام ناتوانی برای شکست لوسیفر، حلقه‌هایی را از چهار اسب سوار آخرالزمان جمع‌آوری می‌کنند که در واقع کلید قفس لوسیفر در جهنم هستند. در تمام فصل سم، دین، کستیل و بابی با بحران‌هایی مواجه می‌شود که آن‌ها را تا مرز انصراف پیش می‌برد؛ ولی به‌خاطر پشتیبانی از یکدیگر، راه را تا به انتها طی می‌کنند. سم طی نقشه‌ای، به لوسیفر اجازه می‌دهد تا بدنش را تسخیر کند، تا بدین وسیله او میکائیل را در قبرستانی ملاقات کند تا مانع از وقوع نبرد آخرالزمان شود؛ ولی دین مانع این کار می‌شود و لوسیفر او را تا سرحد مرگ شکنجه می‌کند؛ اما در آخرین لحظه، سم بر بدن خودش مسلط می‌شود و با فدا کردن خود، از آخرالزمان جلوگیری می‌کند.

### فصل ششم (۲۰۱۰–۲۰۱۱)
در نیمهٔ اول این فصل، سم یک سال است از جهنم بازگشته و همراه پدربزرگ و خویشاوندان مادریش به شکار می‌پردازد و وقتی یکی از هیولاها به سراغ دین می‌رود- که او اکنون برای خود یک زندگی آرام دارد - مجبور می‌شود خود را به او نشان دهد. دین به کمک مرگ (جولیان ریچینگز) (یکی از سواران آخرالزمان)، روح سم را به او برمی‌گرداند اما با یک دیوار که خاطرات جهنم را از او پنهان می‌کند، به او اخطار می‌دهد که به این دیوار دست نزند. در همین حال، در برزخ باز می‌شود و مادر تمام هیولاها به زمین می‌آید و به سم و دین می‌گوید که همهٔ انسان‌ها را نابود خواهد کرد؛ اما سم و دین او را می‌کشند. دین طی حادثه‌ای مجبور به پاک کردن حافظهٔ بن و لیزا می‌شود (کستیل به درخواست دین حافظهٔ آن‌ها را پاک می‌کند تا دیگر او را به یاد نیاورند اما دین که متوجه شده کستیل با کراولی (مارک شپرد) کار می‌کند دیگر به او اعتماد نمی‌کند و از او جدا می‌شود). کستیل، به کمک کراولی در برزخ را باز می‌کند و روح‌های برزخ را درون خود جمع می‌کند. او به‌قدری قدرتمند می‌شود که پس از کشتن رافائل (دمور بارنز)، خود را خدای جدید می‌نامد.

### فصل هفتم (۲۰۱۱–۲۰۱۲)
کستیل که حالا خود را خدای جدید می‌خواند، سعی در درست کردن خرابکاری‌های دنیا می‌کند، اما دیوهای درونش (که همراه با روح‌های درونش از برزخ آزاد شده‌اند) که لویاتان نامیده می‌شوند، به قسمت خوب او مسلط شده‌اند. سم، دین و بابی در تلاش هستند تا با کمک مرگ راهی برای بازگرداندن روح‌ها و کستیل بیابند و مرگ به آن‌ها کمک می‌کند تا در برزخ را باز کنند و روح‌ها و لویاتان‌ها را برگردانند؛ اما پیش از آن، لویاتان‌ها بر روح‌ها غلبه کرده و کستیل را به سمت رودخانهٔ آب آشامیدنی هدایت می‌کنند. پس از رسیدن به رودخانه، آن‌ها از بدن کستیل خارج شده و در سرتاسر رودخانه پراکنده می‌شوند. در همین زمان کستیل هم ناپدید می‌شود و جز یک بارانی خون‌آلود، چیزی برای دین باقی نمی‌گذارد. در ادامه، دین و سم شروع به جنگیدن با لویاتان‌ها می‌کنند و به تدریج در قسمت‌های بعدی با مشکلات بیشتری از جمله مرگ بابی مواجه می‌شوند.
بابی قبل از مرگش مختصاتی را به سم و دین می‌دهد که آن‌ها به کمک فرانک (کوین مک‌نالی) در می‌یابند، که این مختصات مربوط به زمینی است که لویاتان‌ها خریداری کرده و قصد ساختن بنایی را در آن دارند؛ ولی با توجه به نداشتن اطلاعی از جزئیات ساختمان، سم و دین به کار همیشگی خود یعنی شکار کردن می‌پردازند. درادامه، سم و دین متوجه خریداری یک محل دیگر، برای برای ساختن مرکز درمان سرطان توسط لویاتان می‌شوند. زمانی که وقتی نزد فرانک می‌روند، با اتاقی خون آلود و بهم ریخته مواجه می‌شوند. در ادامه، پس از بازگشت کستیل، او توسط دین قدرت‌هایش را به‌عنوان فرشته به دست می‌آورد و وقتی می‌بیند نمی‌تواند اشتباه خود در شکستن دیوار ذهن سم را جبران کند، خاطرات جهنمی سم را به خود منتقل می‌کند و خود گرفتار لوسیفر می‌گردد.
در قسمت‌های بعد، بابی در شکل روح و با پاسخ منفی به فرشته مرگ خود، دوباره وارد داستان می‌شود تا از این طریق بتواند به سم و دین کمک کند. سرانجام، سم و دین با فریب دیک رومن (جیمز پاتریک استارت) موفق می‌شوند کتیبه‌ای باستانی را بیابند که سخنان مستقیم خدا بر روی آن نوشته شده و به کمک یک پیامبر که جدیداً مبعوث شده، موفق به خواندن آن می‌شوند و راز کشتن لویاتان‌ها را پیدا می‌کنند. سپس سم و دین با کمک کراولی و کستیل موفق به کشتن دیک رومن می‌شوند، اما هم‌زمان با کشته شدن دیک رومن و انتقال مجدد او به برزخ، دین و کستیل هم همراه با او به برزخ منتقل می‌شوند و حال باید راهی برای فرار از آن‌جا پیدا کنند. جایی که به قول کستیل «تمام ارواح موجود در آن هیولا هستند و تا ابد همدیگر را شکار می‌کنند».

### فصل هشتم (۲۰۱۲–۲۰۱۳)
داستان فصل هشتم سریال، دربارهٔ لوح شیاطین و پیامبر خدا، کوین (اسریک چاو) است. در این فصل، پس از بازگشت دین وینچستر به کمک خون‌آشامی به نام بنی (تای اولسون) از برزخ، برادران شروع به مبارزه با کراولی می‌کنند. داستان این فصل در واقع روی محور لوح‌های فرشتگان و شیاطین قرار دارد. کوین موفق به خواندن لوح شیاطین و چگونگی بستن درهای جهنم می‌شود. در لوح نوشته شده که برای انجام این کار باید از سه آزمایش الهی عبور کنند. در ابتدا دین انجام آزمایش‌ها را به عهده می‌گیرد اما چون نتوانسته‌است که اولین آزمایش، یعنی کشتن یک سگ جهنمی را انجام دهد، سم متعهد به آزمایش‌های سه‌گانه یعنی کشتن یک سگ جهنمی، نجات روح بی‌گناه از جهنم و درمان یک شیطان می‌شود؛ سم برای این کار به نوعی بیماری دچار می‌شود که شبیه سل است و کستیل اعلام می‌کند که سم به‌طور متافیزیکی دچار مشکل شده‌است که در واقع باعث پایسته نبودن اتم‌هایش می‌شود.
کستیل که به وسیلهٔ نائومی برگردانده شده‌است، رفتارش در کنترل خودش نیست و نائومی (آماندا تپینگ) با دستورهایش او را هدایت می‌کند. در ادامه پس از انجام آزمایش‌های سه‌گانه توسط سم و دین، نائومی به دین هشدار می‌دهد که چه بهایی باید بدهد تا لوح شیاطین، که برای بستن درهای جهنم به زمین است، استفاده شود و دین پس از این هشدار، برای نجات سم حرکت می‌کند؛ ولی با این حال، سم در حالی که روی زمین مجروح در بغل دین است، فصل به اتمام می‌رسد.

### فصل نهم (۲۰۱۳–۲۰۱۴)
داستان فصل نهم ادامه داستان فصل هشتم و سقوط فرشتگان بر روی زمین است. متاترون (کورتیس آرمسترانگ) کاتب خدا، قصد دارد تا با به خدمت گرفتن فرشتگان، خود را خدای جدید معرفی کند. از طرفی اَبَدان (الینا هافمن)، شوالیه جهنم نیز قصد دارد تا با شکست کراولی خود پادشاه جهنم شود. سم که در فصل هشتم به دلیل انجام تست‌هایی برای بستن دروازه جهنم در حال مرگ است، با کمک فرشته‌ای که خود را اِزیکیل معرفی کرده، با تسخیر وی سعی می‌کند تا هم سم و هم خودش را که پس از سقوط از بهشت زخمی شده، درمان کند. پس از مدتی متاترون پیش فرشته‌ای که سم را تسخیر کرده‌است می‌رود و از او درخواست همکاری و اعلام می‌کند که می‌داند نام واقعی او، گادریل (تاهموه پنیکت) می‌باشد. دین که از ماجرا با خبر می‌شود با کراولی این قرار را می‌بندد، که در ازای کمک بابت شکست دادن ابدان سم را از تسخیر این فرشته در بیاورد و کراولی کاری می‌کند تا گادریل از بدن سم خارج شود.
سپس دین و کراولی متوجه می‌شوند که تنها راه شکست ابدان، استفاده از نخستین خنجر به وجود آمده، یا خنجر قابیل می‌باشد. برای این کار کراولی و دین پیش قابیل می‌روند و خنجر نخستین به همراه نشان قابیل را از وی می‌گیرند. دین به کمک این خنجر سعی می‌کند تا هم ابدان و هم متاترون را شکست دهد، که در نبرد اول با ابدان موفق به شکست وی می‌شود اما قدرت متاترون به مراتب بیشتر بوده و او موفق می‌شود دین را بکشد. فرشتگان دیگر وقتی از نیت واقعی متاترون آگاه می‌شوند، به وی پشت می‌کنند. در صحنه‌های آخر این فصل، سم سعی می‌کند کراولی را احضار کند تا برای احیای دین با او قرارداد ببندد. کراولی به ملاقات دین می‌رود و فاش می‌کند نشان قابیل مانع مردن او می‌شود. دین به زندگی برمی‌گردد ولی به‌عنوان یک شیطان.

### فصل دهم (۲۰۱۴–۲۰۱۵)
پس از اینکه دین توسط نشان قابیل به‌عنوان یک شیطان دوباره به زندگی بازمی‌گردد، شروع به کار در کنار کراولی می‌کند. در همین حال، سم نیز به جستجو برای دین همچنان ادامه می‌دهد. پس از اینکه دین حاضر به اطاعت از دستورهای کراولی نشد و او را در مقابل پیروانش مورد توهین قرار داد، کراولی مکان حضور دین را به سم می‌دهد. در ازای تحویل دین، سم خنجر نخستین را به کراولی می‌دهد. درادامه، سم به کمک کستیل، دین را با استفاده از خون انسان تقدیس شده درمان می‌کند و او را به حالت انسانی خود بازمی‌گرداند. پس از درمان دین، کستیل به وی هشدار می‌دهد که نشان هنوز یک مشکل بزرگ برای او می‌باشد. دین و سم به کستیل در پیدا کردن کلر، دختر پوسته کستیل، جیمی نوواک کمک می‌کنند. در همین حال دین بر اثر اثرات ناشی از نشان به کشتارجمعی چند نفری که دختر جیمی را گروگان نگه داشته بودند، می‌پردازد.
در همین حال، یک جادوگر مرموز جدیدی نیز حضور پیدا می‌کند، که بعداً مشخص می‌شود که وی روونا، مادر کراولی است. همچنین، فرشته‌ای به نام هانا به بهشت بازمی‌گردد تا پوسته‌اش بتواند زندگی عادی‌اش را ادامه دهد. داستان این فصل عموماً بر روی نشان قابیل و راه‌های از بین بردنش از روی دست دین متمرکز شده‌است. پس از اینکه نشان باعث شکستن بازوی چارلی می‌شود، سم به دین می‌گوید که وی توانایی کنترل نشان را دارد، اما تنها در صورتی که خود دین خواهان این عمل باشد. امید تازه‌ای برای رهایی بخشیدن دین از نشان از سمت چارلی و با کشف کتاب جهنمی می‌آید. سم که نیازمند فردی برای کمک در خواندن و استفاده از این کتاب قطور قدرتمند است، به روونا پیشنهاد کمک می‌دهد، ولی این موضوع را از دین مخفی نگه می‌دارد. او همچنین از چارلی نیز درخواست کمک و چارلی متن کتاب را رمز گشایی می‌کند اما توسط استینز فرانک‌اشتاین، یک خانواده‌ای قدیمی که مخفیانه در بسیاری از اتفاقات تاریخ دخیل بودند، به‌قتل می‌رسد.
پس از این اتفاق، دین که به کشتار جمعی استینز و چند شکارچی دیگر می‌پردازد و حتی به کشتن کستیل نیز رو می‌آورد، از درمان نشان ناامید می‌شود و به سراغ مرگ می‌رود. مرگ به دین پیشنهاد می‌دهد که وی را در انزوای کامل در مکانی دور از کره زمین فرار دهد، اما اصرار دارد که دین باید سم را بکشد، چون سم از هر تلاشی برای بازگرداندن دوباره برادرش به زمین دریغ نخواهد کرد. سم و دین هر دو به این نتیجه می‌رسند که از بین رفتن هردویشان به بهتر شدن جهان کمک خواهد کرد. با این حال در آخرین لحظات، دین مرگ را برای نجات سم می‌کشد. همچنین رووینا موفقیت به پیدا کردن طلسمی برای برداشتن نشان قابیل و نشان از روی دست دین پاک می‌شود ولی این اتفاق باعث رهاسازی تاریکی، اولین شیطان روی کره زمین که سال‌هاست توسط نشان زندانی شده بود، می‌شود. در آخرین صحنه‌های فصل، رووینا کستیل را تحت طلسمی قرار می‌دهد تا به کراولی حمله کند و خودش با کتاب جهنمی فرار می‌کند.

### فصل یازدهم (۲۰۱۵–۲۰۱۶)
دراین فصل، پس از اینکه رووینا نشان قابیل را از دست دین پاک کرد، سم و دین با تبعات آزاد شدن "آمارا"/"تاریکی"(تاریکی خواهر خدا یا همان چاک است) مبارزه می‌کنند. و در این راه سم به دیدار لوسیفر می‌رود و در آن دیدار کستیل هم که همراه او بوده پوسته لوسیفر می‌شود و لوسیفر به زمین می‌آید. حالا که تاریکی لوسیفر را به عنوان گروگان می‌گیرد تا خدا (چاک) خودش را نشان دهد. و در قسمتم ۲۰ ام چاک خود را به سم و دین معرفی می‌کند. خدا (چاک) با خواهرش (آمارا/تاریکی) ملاقات می‌کند آمارا خدا (چاک) را زخمی می‌کند و قدرتش را می‌گیرد. دین با روح‌ها یک بمب می‌سازد که تاریکی را نابود کند اما ریسک مرگ دین وجود دارد.

### فصل دوازدهم (۲۰۱۶–۲۰۱۷)
وقتی آمارا به عنوان هدیه «چیزی که دین بیشتر از همه احتیاج داشت» را به او داد، دین بعد از ۳۰ سال مادر خود را ملاقات کرد. در این فصل سم و دین با اتفاقات پس از برگشتن مری وینچستر و آمدن دانایانِ کلامِ بریتانیا دست و پنجه نرم می‌کنند.

### فصل سیزدهم(۲۰۱۷–۲۰۱۸)
جک، پسر لوسیفر، قدرت بینهایت خود را نمی‌تواند کنترل کند و سم تصمیم می‌گیرد تا به او کمک کند. اما دین به جک مشکوک است و تلاش به کشتن او دارد، در عین حال پسرها به دنبال راهی برای بازگرداندن مادرشان از دنیایی هستند که در آن «آخرالزمان» اتفاق افتاده، لوسیفر مرده و میکائیل زمام دنیا را به دست گرفته‌است، به عبارت بهتر یک دنیای مرده. آنان موفق می‌شوند مادرشان و تعداد زیادی از انسان‌هایی که در آن دنیا جلوی نیروهای میکائیل ایستادگی کرده بودند - که شامل نسخه‌های موازی بابی و چارلی نیز می‌شدند - را به دنیای خودشان بیاورند و لوسیفر دنیای خودشان را که برای دیدن و مطیع خود ساختن پسرش جک با آنها آمده بود در آن دنیا رها کنند تا میکائیل او را بکشد. در زمانی که وینچسترها با نجات یافتگان جشن می‌گرفتند لوسیفر و میکائیل همدست شده و دروازه ای به این دنیا باز کردند تا میکائیل این دنیا را نیز فتح کند و لوسیفر به همراه جک به جای دیگری از کیهان بروند ولی در نهایت جک مایکل را مجروح و ضعیف کرده و جلوی پدرش می‌ایستد اما لوسیفر در یک آن هاله جک را جذب کرده و با او به جای دیگری تلپورت می‌کند، سم در یک لحظه به آنان ملحق شده و ناپدید می‌شوند. دین مستأصل شده و به میکائیل خود را به عنوان پوستهٔ اصلی‌اش پیشنهاد می‌کند تا قدرت خویش را بازیابد و لوسیفر را بکشد ولی با کنترل خود دین و تنها یک بار! لوسیفر سم و جک را به کلیسایی برده و آن دو را مجبور به کشتن یکدیگر می‌کند و قصد راه‌اندازی آخرالزمان دیگری را دارد که دین با میکائیل درون خود سر بزنگاه رسیده و پس از مبارزه ای لوسیفر را می‌کشد اما پس از آن میکائیل بدقولی کرده و با تحت کنترل گرفتن بدن دین آنجا را ترک می‌کند.

### فصل چهاردهم(۲۰۱۸_۲۰۱۹)
سم ماه هاست به دنبال دین که تحت کنترل میکائیل است می‌گردد و زندگی را از خود سلب کرده‌است. میکائیل از آن سو پس از آنکه می‌فهمد تعداد فرشتگان این دنیا اندک است طی این زمان در زمین در گردش بوده و در حال شناخت این دنیا افرادی را که به زعم خود نالایق بودند مجازات می‌کرده. او در نهایت به این نتیجه می‌رسد که انسان‌ها لیاقت زندگی را نداشته و اصلاح ناپذیرند و ناخالصی شان آنان را برای ارتش او نامناسب می‌سازد در نتیجه به سمت هیولاها می‌رود چونکه خواست و کارهای آنان تنها برای بقاست و خالص است پس آزمایش‌هایی را ترتیب می‌دهد و آنان را قوی تر و شکست‌ناپذیر می‌کند تا ارتش خود را از آنان تشکیل دهد. اثرات اولیه آزمایش‌هایش باعث کشته شدن تعدادی از هیولاها شده و سم و مری و بابی را به سمت شهر و مکان آزمایش‌های میکائیل می‌کشاند اما وی فکر آنان را کرده و تعدادی از گرگینه‌های تقویت شده را در آنجا به کمین آنها می‌گذارد. پس از شکست گرگینه‌ها آن هم به سختی دین از در وارد شده و خود را در آغوش سم می‌اندازد و می‌گوید که میکائیل او را رها کرده و از چیزی خبر ندارد. پس از آن آنان به پناهگاه بازگشته و پس از جشنی کوتاه به جست و جوی میکائیل می‌پردازند. در این میان جک که هالهٔ خود را از دست داده دچار بیماری و ضعف شده ولی با بقیه در میان نگذاشته، از حال رفته و بیهوش می‌شود. پسرها رووینا را برای کمک به او خبر می‌کنند و او پس از معاینه می‌گوید که از دست دادن هاله اش بدن او را ناپایدار کرده و در حال مرگ است و تنها هاله فرشته مقرب می‌تواند او را خوب کند. کستیل به دنبال رابط روحانی که با دانایان کلام مرتبط بوده می‌رود و از او سراغ هاله فرشته مقرب را می‌گیرد، سرگئی به او هاله ای را می‌دهد و بهایش را طلب وینچسترها به او می‌دارد. آنها هاله را به جک می‌دهند اما حالش به یک باره بدتر شده و به حال مرگ می‌افتد. کستیل سرگئی را تهدید می‌کند که باز هم به همدیگر می‌رسند و سپس به بالین جک رفته و او می‌میرد. همگی با هم توافق می‌کنند که جک را برگرداند، سم و دین به دنبال طلسمی می‌روند که قبلاً یک بار با آن روبه‌رو شده‌اند، طلسمی که برای زنده ماندن تا هر زمانی بخش کمی از روح را می‌سوزاند اما برای باقی قابلیت‌ها و استفاده‌ها از توان هر شخص بخش بیشتری از روح را می‌سوزاند. کستیل نیز به بهشت رفته تا در لحظه مناسب روح جک را بازگرداند اما با ماده سیاهی که بهشت را دربر گرفته و فرشته‌ها را آلوده کرده روبه‌رو می‌شود. با یک فرشته که آلوده نشده به دنبال جک رفته و او را در بهشت مادرش پیدا می‌کنند و کستیل می‌فهمد که پوچی که کس برای اولین بار آن را بیدار کرده بوده و از آن گریخته بود برای گرفتن جک به بهشت حمله کرده و هنگامی که جک را آماده کرد متوجه شد که پوچی آن فرشته را نیز آلوده کرده و جک را می‌خواهد پس کستیل خود را در ازای جک پیشنهاد می‌کند اما پوچی به او می‌گوید زمانی که او احساس خوشبختی کند او را می‌برد. جک را بازگردانده و طلسم را اجرا می‌کنند. سپس به دنبال میکائیل رفته و او را در صدد حمله با لشکر گرگینه‌های تقویت شده به شهرها میابند و پس از جدالی سخت دین با سلاحی که می‌تواند به او صدمه بزند به سمت او در پوسته جدیدش رفته ولی او را نمی‌کشد. اینجاست که میکائیل به بدن دین بازگشته و او را کاملاً در ذهنش غرق می‌کند اما سم و کس او را دستگیر کرده و با کمک یک دروگر مرگ از مخمصه گرگینه‌ها به پناهگاه می‌گریزند و با دستگاهی که در پناهگاه بود وارد ذهن دین شده و او را نجات داده ولی میکائیل را در ذهن دین زندانی می‌کنند. پس از مدتی در یکی از شکارها به سر دین ضربه خورده و بیهوش می‌شود و وقتی در پناهگاه بهوش می‌آید می‌بیند میکائیل از ذهن او خارج شده‌است و در بدن رووینا وارد شده و تمام شکارچیانی که در آنجا بودند را می‌کشد در همین زمان جک با سوزاندن روح خود قدرت‌هایش به‌دست آورده میکائیل را از رووینا خارج و او را می‌کشد و هاله اش را جذب می‌کند. چندی بعد دین او را نزد داناتلو پیامبر برده تا بداند چقدر از روحش را از دست داده و او به دین اطمینان زیادی نمی‌دهد. پس از مدتی در طی اقدامی برای بازیابی لوسیفر توسط پوسته سابق اش، جک ناخواسته مادر سم و دین، مری را می‌کشد و فرار می‌کند تا در سراسر دنیا دنبال راهی برای بازگشت و زنده کردن مری بگردد ولی تمام کارها بی‌نتیجه مانده و جک به جایی دیگر می‌رود و پسرها پس از اینکه کس از بهشت بازمی‌گردد و می‌گوید که مری و جان در بهشت مشترکشان خوشحالند برای او مراسم یادبود شکارچیان را برگزار کرده و به دنبال جک می‌افتند. جک پس از مدتی به نزد آنها برمیگردد اما دین به دلیل عصبانیت و نداشتن روح جک را به بهانه یافتن راهی برای بازیابی روحش زندانی می‌کند ولی جک عصبانی شده و می‌گریزد. جک از دروغگویی سم و دین عصبانیست و با گفتن یک جمله دنیا را از دروغ گفتن پاک می‌کند. و اینگونه دنیا به آشوبی در حد آخرالزمان کشیده می‌شود، در همین حین «چاک/خدا» بر می‌گردد و با حل کردن مشکل به سم و دین پیشنهاد کشتن جک را با اسلحه ای به نام «متعادل‌کننده» می‌دهد ولی سم با این مسئله راحت نیست. آنان در قبرستانی رو به رو شده و جک با کمال میل برای مرگ زانو می‌زند و این کار وی دین را از کشتن او مصرف می‌سازد. چاک ظاهر شده و با عصبانیت دین را به انجام این کار تشویق و مجبور می‌کند ولی دین این کار را نکرده و به او می‌گوید به جهنم برود، چاک نیز با اعلام پایان شوی مورد علاقه‌اش با بشکنی جک را کشته و تمام دروازه‌های جهنم را باز می‌کند. زمین قبرستان شکافته و ارواح و شیاطین بیرون آمده و مردگان متحرک به جان دین و سم و کس می‌افتند. سم در لحظه آخر با متعادل‌کننده به کتف چاک شلیک کرده و کتف خودش نیز آسیب می‌بیند. فصل با حمله از گور برخاستگان به آنان پایان می‌یابد.

### فصل پانزدهم (فصل پایانی) (۲۰۲۰–۲۰۱۹)
سم و دین قصد کشتن چاک را دارند و چاک نیز قصد پایان دادن به تمام جهان‌ها، در این میان جک نیز مجدداً توسط پوچی بیدار شده و مجدداً پیش سم و دین بازمی‌گردد. جک به پوچی و مرگ قول داده تا چاک را توسط استخوانی که از آدم می‌گیرند از بین ببرند. چاک نیز با خواهر خود هم پیمان شده تا به تعادل انرژی رسیده و قدرت خود را افزایش دهد. در انتها خدا تمام انسان‌ها را به جزء سم، دین و جک را از بین می‌برد و جک نیز با انرژی که جمع کرده خدا را از بین برده و خود به درجه خدایی می‌رسد. در
نهایت دین در شکار تعدادی خون‌آشام، میلگرد بزرگی به کمرش فرومی‌رود و کشته می‌شود و مستقیم به بهشتی که جک آن را ساخته می‌رود و سم نیز به وصیت و خواستهٔ دین تا کهنسالی زندگی می‌کند و صاحب یک پسر به نام دین می‌شود و به مرگ طبیعی می‌میرد و پیش دین می‌رود. در قسمت نهایی و ویژه این سریال هیچ تصویری از همسر سمی منتشر نشد و فرزند آن نیز فقط در یک صحنه ظاهر می‌شود.

## تولید

### توسعه

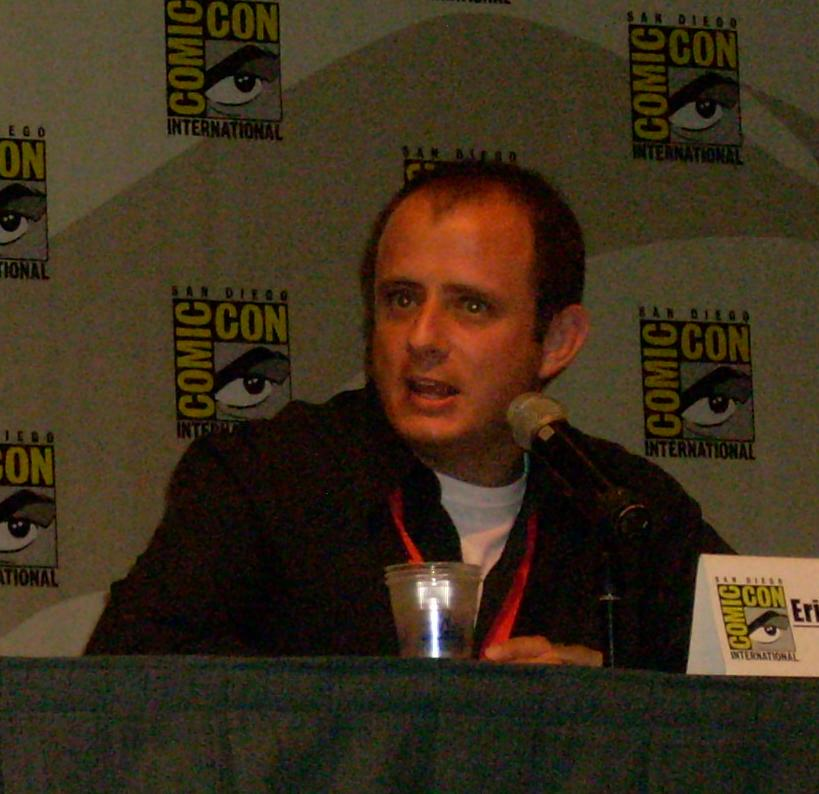
اریک کریپک در هیئت کمیک سریال، ۲۰۰۹

قبل از ورود سوپرنچرال به‌عنوان یک مجموعه تلویزیونی، اریک کریپک، نویسنده و خالق این داستان، به مدت ده سال بر روی توسعه آن کار کرده بود. از آنجا که او پیش از این مجموعه تارزان را برای شبکه دابلیو بی نوشته بود، فرصت جدیدی برایش ایجاد شد که ایده جدیدی به شبکه ارائه کند. او داستان سوپرنچرال را با توجه به افسانه‌های محلی که او در دوران کودکی‌اش شیفته آن شده بود، ساخت. اگرچه او سوپرنچرال را به‌عنوان یک فیلم پیش‌بینی کرده بود، او چندین سال ناموفق را برای ایجادش به‌عنوان یک مجموعه تلویزیونی صرف کرد. کریپک خواهان مجموعه تلویزیونی با داشتن سفر جاده‌ای بود. او در این باره به روزنامه نیویورک تایمز می‌گوید: 
| ” | این احساس را می‌دهد که این روش، بهترین شیوه برای انتقال این نوع از داستان است؛ چرا که خالص، ساده و منحصر به فرد آمریکایی است… این داستان‌ها باید در این شهرهای کوچک در سراسر کشور وجود داشته باشند، چرا که حس بسیاری برای وارد یا خارج شدن به این نوع از داستان‌ها را می‌دهد. | “ |

 کریپک تصمیم گرفت که این دو شخصیت از لارنس، کانزاس باشند که نزدیکی آن به گورستان استال، یک مکان معروف برای افسانه‌های محلی، از دلایل خود برای این تصمیم بود. زمانی که نوبت به نام دو شخصیت اصلی سریال رسید، کریپک نام آن دو را برای ادای احترام به رمان سفر جاده‌ای جک کرواک، با نام در جاده، «سال» و «دین» انتخاب کرد. با این حال تهیه‌کنندگان شبکه، نام «سال» را برای شخصیت اصلی نامناسب دانستند و نام «سم» را جایگزین آن کردند.
همچنین برای نام خانوادگی برادران نیز، به‌عنوان اشاره به نام هریسون فورد، «هریسون» در نظر گرفته شده بود. با این حال، به دلیل زندگی سام هریسون در کانزاس و به دلایل قانونی، این نام نیز تغییر پیدا کرد. ترکیب علاقه کریپک به عمارت وینچستر و تمایلش به ایجاد مجموعه‌ای با احساسی از «مدرن غربی»، باعث شد تا نام «وینچستر» برای نام خانوادگی دو شخصیت اصلی سریال انتخاب شود. همچنین قرار شد تا نام «جک» نیز به‌عنوان نام پدر این دو شخصیت انتخاب شود؛ ولی با این حال، این نام نیز به مشکل خورد. به دلیل سکونت یک جک وینچستر در کانزاس، کریپک دوباره مجبور به تغییر نام به «جان» شد.
ما می‌گوییم که این [داستان مجموعه] یک وسترن مدرن آمریکایی است — دو تفنگ‌دار که به شهرها وارد می‌شوند، با مردمان بد مبارزه می‌کنند، دختران را می‌بوسند و در هنگام غروب آفتاب از شهر خارج می‌شوند. ما همیشه از همان ابتدا صحبت می‌کردیم که اگر می‌خواهید کابویی داشته باشید، باید اسبی قابل اعتماد برای آن‌ها فراهم سازید.— اریک کریپک در زمان تصمیم‌گیری برای افزودن ایمپالا به مجموعه.
در ادامه، کریپک با برنامه‌های تلویزیونی، مانند کلید اخطار آمیلیا و نایت رایدر برای انتخاب اتومبیل مجموعه در ارتباط قرار گرفت. او در ابتدا موستانگ ۶۵ را برای ماشین مجموعه در نظر گرفته بود، اما همسایه‌اش او را متقاعد به تغییر آن به ماشین ایمپالا ۶۷ کرد؛ چون که می‌توان فردی را در صندوق عقب ماشین قرار داد و زمانی که مردم در کنار چراغ آن توقف می‌کنند، می‌توان درهای ماشین را قفل کرد. کریپک افزود: «این همانند یک روت‌ویلر از نوع ماشین است و من فکر می‌کنم که بخاطر آن اعتباری برای طرفداران اتومبیل می‌افزاید. ماشینی مهاجم و عضلانی است و فکر می‌کنم که این چیزی است که مردم در پاسخ آن هستند و به همین دلیل است که به خوبی با تن سریال متناسب است.»
کریپک قبلاً مجموعه را به مدیر اجرایی فاکس، پیتر جانسون معرفی کرده بود و هنگامی که جانسون به سرزمین عجایب صدا و سیما به‌عنوان مدیر تلویزیون نقل مکان کرد، او با کریپک تماس گرفت. در ادامه جانسون به‌عنوان همکار تهیه‌کننده اجرایی انتخاب شد، که مالک سرزمین عجایب صدا و سیما ام‌سی‌جی، به‌عنوان تهیه‌کننده اجرایی بود و با شرکت تولیدکننده مجموعه، شروع به ساختن قسمت اول سری به‌نام آغاز، کرد. قبل از آن که مجموعه بتواند فیلم‌برداری شود، مسائل نمایش‌نامه نیاز به بررسی داشت. در نوشته اصلی، برادران توسط پدرشان بزرگ نشده‌اند و ترجیحاً توسط عمه و دایی خود بزرگ شدند؛ بنابراین، هنگامی که دین در قسمت آغاز به کمک سم می‌آید، او باید سم را متقاعد کند که سوپرنچرال وجود حقیقی دارد. به همین دلیل، کریپک متوجه شد که این داستان را بیش از حد پیچیده می‌کند و آن را با پیتر جانسون دوباره به‌طوری طرح کرد که پدر آن‌ها برادران را برای شکارچی بودن بزرگ کرده‌است. در ادامه نمایش‌نامه تغییرات بسیاری کرد. یکی از این تغییرات اصلی برای جسیکا، دوست دختر سم بود که او را به‌عنوان یک شیطان نشان داده شود، که باعث برانگیختن سم برای پیوستن به دین در جاده بود. با این حال، کریپک احساس کرد که مرگ جسیکا برای برانگیختن سم مناسب تر بوده‌است. پس مجبور شد که او را هم به همان شیوه‌ای که مادر سم کشته شده بود، به قتل برساند. یکی دیگر از تغییرات این بود که سم باور کرده بود که دین به یک قاتل زنجیره‌ای تبدیل شده که پدر خود را کشته و پدرشان در مکان مرگ جسیکا کشته شده‌است. فیلم‌برداری قسمت آغاز به دیوید ناتر، که قبلاً با کریپک در تارزان همکاری کرده بود، سپرده شد. هنگامی که سری در نهایت نهایی شد، با توجه به درخواست کریپک که خواهان کار با کسی که تجربهٔ تهیه‌کنندگی داشته باشد، بود، استودیو رابرت سینگر را به‌عنوان تهیه‌کننده اجرایی انتخاب کرد. جان شیبان نیز با توجه به کارهای قبلی خود بر روی پرونده‌های اکس و برای کمک به طراحی اساطیر مجموعه، به‌عنوان همکار تهیه‌کننده اجرایی استخدام شد.

### نویسندگی
| |  |  |
| پس از خروج خالق مجموعه، اریک کریپک از نقش مجری طرح، نقش آن برای سرا گمبل (تصویر راست) برای فصل‌های شش و هفت، و جرمی کارور (تصویر چپ) برای فصل هشت تا به امروز در نظر گرفته شد. |  |  |

اعضای گروه نویسندگان در فصل اول شامل کریپک و پنج نویسنده دیگر، و دستیارانی برای کمک به تحقیق برای افسانه‌های محلی هر شهر بودند. بیشتر کار انجام شده در نوشتن سری دارای اشتراکات فراوانی است، که اغلب باعث جداشدن نویسندگان به دو گروه می‌شود. در آغاز هر فصل، نویسندگان گردهم آورده شده و ایده‌های خود را ارائه می‌کنند؛ و سپس داستان به یک نویسنده خاص اختصاص می‌یابد که مسئول توسعهٔ آن را دارد. هر ایدهٔ داستانی در هیئت مدیره برشمرده می‌شود، و کریپک و باب سینگر تغییرات لازم را انجام می‌دهند. پس از آن، نمایش‌نامه نوشته می‌شود؛ و در انتها کریپک به بررسی آن می‌پردازد که مطمئن شود که تن آن مانند دیگر قسمت‌ها است. کریپک این کارها را برای انجام در فصل اول بسیار دشوار می‌دانست، اما احساس می‌کرد که با اتمام فصل دوم و آغاز فصل سوم آسان‌تر خواهد شد؛ چرا که اعضای گروه با روند کار آشنا خواهند شد.
سبک سوپرنچرال تحت تأثیر فیلم‌هایی همچون پولترگایست، — رخ دادن اتفاقاتی ترسناک در یک خانواده — مرده شریر ۲ و گرگ‌نمای آمریکایی در لندن — داشتن سبک کمدی مخلوط در سبک ترسناک آن — قرار گرفته‌است. کریپک در اظهار نظر سابق خود گفته بود: «این ایده‌ای است که وحشت و ترس می‌تواند در حیاط خلوت خودتان اتفاق بیفتد چه تعداد از بینندگان باید در مورد خون‌آشام‌ها در قلعه گوتیک نگران باشند؟» دو خواهر و فیلم‌های ترسناک آسیایی همانند چشم، جو-آن، و حلقه از دیگر فیلم‌هایی بودند که مجموعه تحت تأثیر آن‌ها قرار گرفته بود.
این همیشه یک نمایش در مورد خانواده بوده‌است.— اریک کریپک
با توجه به گفته‌های اریک کریپک، مجموعه دراصل در نظر گرفته شده بود که بر روی هیولاهای هفته متمرکز شود؛ سم و دین وینچستر صرفاً «یک موتور بودند تا ما را در داخل و خارج فیلم‌های ترسناک مختلف هر هفته قرار دهند». تمایل او تنها این بود که به ترساندن مردم بپردازد. با این حال، در چند قسمت، کریپک و مدیر اجرایی، باب سینگر متوجه عملکرد جرد پادالکی و جنسن اکلس روی صحنه شدند؛ که این موجب تغییر برای تمرکز بیشتر سری بر روی برادران درعوض هیولاها بود. به گفته کریپک، «... گاهی ما حتی نبایست هیولاها را تا ورودشان به‌طور ناگهانی داشته باشیم، زمانی که تمام احساس وحشت، نگرانی و درام انجام شده‌است.»
برخلاف دیگر مجموعه‌ها با «اساطیر بی‌پایان» مانند لاست، علی ترجیح به ساده‌تر نگه‌داشتن افسانه‌ها و اساطیر سوپرنچرال کرد و گفت: «این بسیار سخت است که فصلی را پس از فصل دیگر، و پس از آن فصل، فصل دیگری را با رمز و رازی ادامه دهیم و پس از آن پاسخی را ارائه کنیم که رضایت بخش باشد.» او ترجیح می‌دهد که ساختار مجموعه مانند قسمت‌های پیشین سری پرونده‌های اکس باشد، که هر قسمت اساطیری داشته که فقط در قسمت خود گسترش یافته باشد. با استفاده از این فرمت، بیننده دیگر مجبور به داشتن دانش قبلی از اساطیر به منظور تماشای این مجموعه نیست، که بیننده را قادر به پیوستن به مجموعه در هر زمانی می‌کند.

### افکت‌ها
اگرچه شرکت‌هایی برای کار بر روی قسمت آغاز استخدام شده بودند، — مانند انتیتی اف‌اکس برای جلوه‌های بصری — اما گروه‌های افکت در حال حاضر به‌طور انحصاری برای مجموعه کار می‌کنند. ایوان هایدن سرپرست جلوه‌های بصری است، و با بسیاری از سطوح کارکنان تولید کار می‌کند. قبل از تولید، هایدن باید با توجه به نمایش‌نامه، به دنبال جلوه‌های بصری امکان‌پذیر برای آن برود. سپس او یک جلسه با نویسندگان می‌گذارد، و پس از حل و فصل در طرح اثر استفاده از افکت‌ها و جلوه‌های بصری، آن را با جلوه‌های ویژه و شیرین‌کاری‌ها متناسب می‌کند. همچنین هایدن در طول فیلم‌برداری در صحنه حاضرشده که به کارگردان در درستی فیلم‌برداری صحنه‌ها برای جلوه‌های بصری کمک کند؛ که از جمله آن‌ها تضمین اینکه بازیگران به مکان صحیحی که بعداً در آن جلوه‌ها قرار داده می‌شود، نگاه می‌کنند. پس از آن، سپس او با ویراستاران ملاقات می‌کند. یکی دیگر از جنبه‌های بخش جلوه‌های بصری همراه آمدن آن با قوانین و فیزیک برای هر موجود فراطبیعی است. هر چند قوانین درصورت مفید بودن داستان اغلب نادیده گرفته می‌شوند.

### موسیقی
سوپرنچرال اگر چه از سازهای سنتی مانند گیتار و ویولن سل استفاده می‌کند، اما در مجموع از موسیقی ارکستری سنتز تشکیل شده‌است. سازها و ابزارهای ویژه‌ای نیز در قسمت‌های خاصی از سریال استفاده می‌شود، مانند موسیقی انجیل بلوزی که توسط یک پیانوی شکسته در قسمت ایمان اجرا می‌شود. برخلاف دیگر مجموعه‌های تلویزیونی، سوپرنچرال از دو آهنگ‌ساز استفاده کرده‌است: کریستوفر لنرتز و جی گروسکا. هر آهنگساز هر قسمتی را طبقه‌بندی کرده و پس از ساختن آهنگ که معمولاً برای هر قسمت حدود ۳۰ دقیقه است، آن را ارائه می‌دهد. آهنگ‌ساز تم‌ها را برای قسمت و شخصیت خود نوشته، و با آهنگ‌ساز دیگر نقطه اشتراک‌های قطعه را بررسی می‌کنند. پس از این‌کار، قطعه جدیدی را با وجود اشتراک‌های بررسی شده، تصنیف می‌کنند.
در حالی که قطعه‌های اصلی در قسمت استفاده می‌شود، یکی دیگر از جنبه‌های مهم موسیقی در این مجموعه، استفاده از راک کلاسیک است. بسیاری از آهنگ‌ها از مجموعه‌های خصوصی کریپک هستند؛ اگرچه یکی از گروه‌های مورد علاقه او – لد زپلین – بیش از حد برای استفاده گران است. عناوین برخی از قسمت‌ها نیز از ترانه‌ها لد زپلین گرفته شده‌اند. مجموعه از گروه‌های مختلفی همچون بلو اویستر کالت، بد کمپانی، استیوی ری وان، راش، بوستون، تیریونف و ای‌سی/دی‌سی استفاده کرده‌است. در آخرین قسمت از هر فصل، ترانه «ادامه بده پسر خودرای من» از گروه کانزاس در صحنه‌های آغازین پخش می‌شود.

### مکان فیلم‌برداری
هرچند قسمت آغاز در لس آنجلس فیلم‌برداری شده بود، اما فیلم‌برداری اصلی در ونکوور، بریتیش کلمبیا انجام شده؛ که در محل‌های متفاوتی است. همانند قسمت «مرده در آب» که در دریاچه بونتزن، و صحنه‌های پایانی «سیمون گفت» که در سد کلیولند فیلم‌برداری شد. دیگر مکان‌های مورد استفاده در مجموعه اغلب برای دو یا سه بار با تغییرات صحنه مورد استفاده مجدد قرار گرفته‌است. همانند پارک هریتیج در برنابی که هم به‌عنوان گورستان در آسمان قرمز در صبح، و هم برای کلبه شیرینی‌های زنجبیلی در قسمت قصه‌های زمان خواب مورد استفاده قرار گرفته‌است. همچنین، بیمارستان ریورویو در کوکیتلام صحنه‌های بسیاری را در سری پوشش داده‌است؛ که تیمارستان قسمت «تیمارستان»، بیمارستان قسمت «در زمان مرگ من»، و زندان قسمت «آبی‌های زندان فولسوم» از جمله آن‌ها است.

### تاریخ انتشار رسانه خانگی
| فصل | فصل | قسمت‌ها | تاریخ‌های انتشار برای دی‌وی‌دی و بلو-ری            | تاریخ‌های انتشار برای دی‌وی‌دی و بلو-ری         | تاریخ‌های انتشار برای دی‌وی‌دی و بلو-ری           |
| فصل | فصل | قسمت‌ها | منطقه ۱                                         | منطقه ۲                                      | منطقه ۴                                        |
| --- | --- | ------ | ----------------------------------------------- | -------------------------------------------- | ---------------------------------------------- |
|     | ۱   | ۲۲     | ۵ سپتامبر ۲۰۰۶ (دی‌وی‌دی) ۱۵ ژوئن ۲۰۱۰ (بلو-ری)   | ۲ اکتبر ۲۰۰۶ (دی‌وی‌دی) ۲۲ اوت ۲۰۱۱ (بلو-ری)   | ۶ سپتامبر ۲۰۰۶ (دی‌وی‌دی) ۲۷ اکتبر ۲۰۱۰ (بلو-ری) |
|     | ۲   | ۲۲     | ۱۱ سپتامبر ۲۰۰۷ (دی‌وی‌دی) ۱۴ ژوئن ۲۰۱۱ (بلو-ری)  | ۲۹ اکتبر ۲۰۰۷ (دی‌وی‌دی) ۲۲ اوت ۲۰۱۱ (بلو-ری)  | ۳ اکتبر ۲۰۰۷ (دی‌وی‌دی) ۲۶ اکتبر ۲۰۱۱ (بلو-ری)   |
|     | ۳   | ۱۶     | ۲ سپتامبر ۲۰۰۸ (دی‌وی‌دی) ۱۱ نوامبر ۲۰۰۸ (بلو-ری) | ۲۵ اوت ۲۰۰۸ (دی‌وی‌دی) ۱۰ نوامبر ۲۰۰۸ (بلو-ری) | ۳۰ سپتامبر ۲۰۰۸ (دی‌وی‌دی) ۴ مارس ۲۰۰۹ (بلو-ری)  |
|     | ۴   | ۲۲     | ۱ سپتامبر ۲۰۰۹                                  | ۲ نوامبر ۲۰۰۹                                | ۶ ژانویه ۲۰۱۰                                  |
|     | ۵   | ۲۲     | ۷ سپتامبر ۲۰۱۰                                  | ۱۸ اکتبر ۲۰۱۰                                | ۱۰ نوامبر ۲۰۱۰                                 |
|     | ۶   | ۲۲     | ۱۳ سپتامبر ۲۰۱۱                                 | ۷ نوامبر ۲۰۱۱                                | ۲ نوامبر ۲۰۱۱                                  |
|     | ۷   | ۲۳     | ۱۸ سپتامبر ۲۰۱۲                                 | ۵ نوامبر ۲۰۱۲                                | ۳۱ اکتبر ۲۰۱۲                                  |
|     | ۸   | ۲۳     | ۱۰ سپتامبر ۲۰۱۰                                 | ۲۸ اکتبر ۲۰۱۳                                | ۲۵ سپتامبر ۲۰۱۳                                |
|     | ۹   | ۲۳     | ۹ سپتامبر ۲۰۱۴                                  | ۸ ژوئن ۲۰۱۵                                  | ۸ اکتبر ۲۰۱۴                                   |
|     | ۱۰  | ۲۳     | ۸ سپتامبر ۲۰۱۵                                  | ۲۱ مارس ۲۰۱۶                                 | ۹ سپتامبر ۲۰۱۵                                 |
|     | ۱۱  | ۲۳     | ۶ سپتامبر ۲۰۱۵                                  | ۱۰ اکتبر ۲۰۱۶                                | ۷ سپتامبر ۲۰۱۶                                 |
|     | ۱۲  | ۲۳     | ۵ سپتامبر ۲۰۱۷                                  | ۴ سپتامبر ۲۰۱۷                               | ۶ سپتامبر ۲۰۱۷                                 |
|     | ۱۳  | ۲۳     | ۴ سپتامبر ۲۰۱۸                                  | ۱ اکتبر ۲۰۱۸                                 | ۵ سپتامبر ۲۰۱۸                                 |
|     | ۱۴  | ۲۰     | ۱۰ سپتامبر ۲۰۱۹                                 | نامشخص                                       | ۱۱ سپتامبر ۲۰۱۹                                |

## بازیگران و شخصیت‌ها

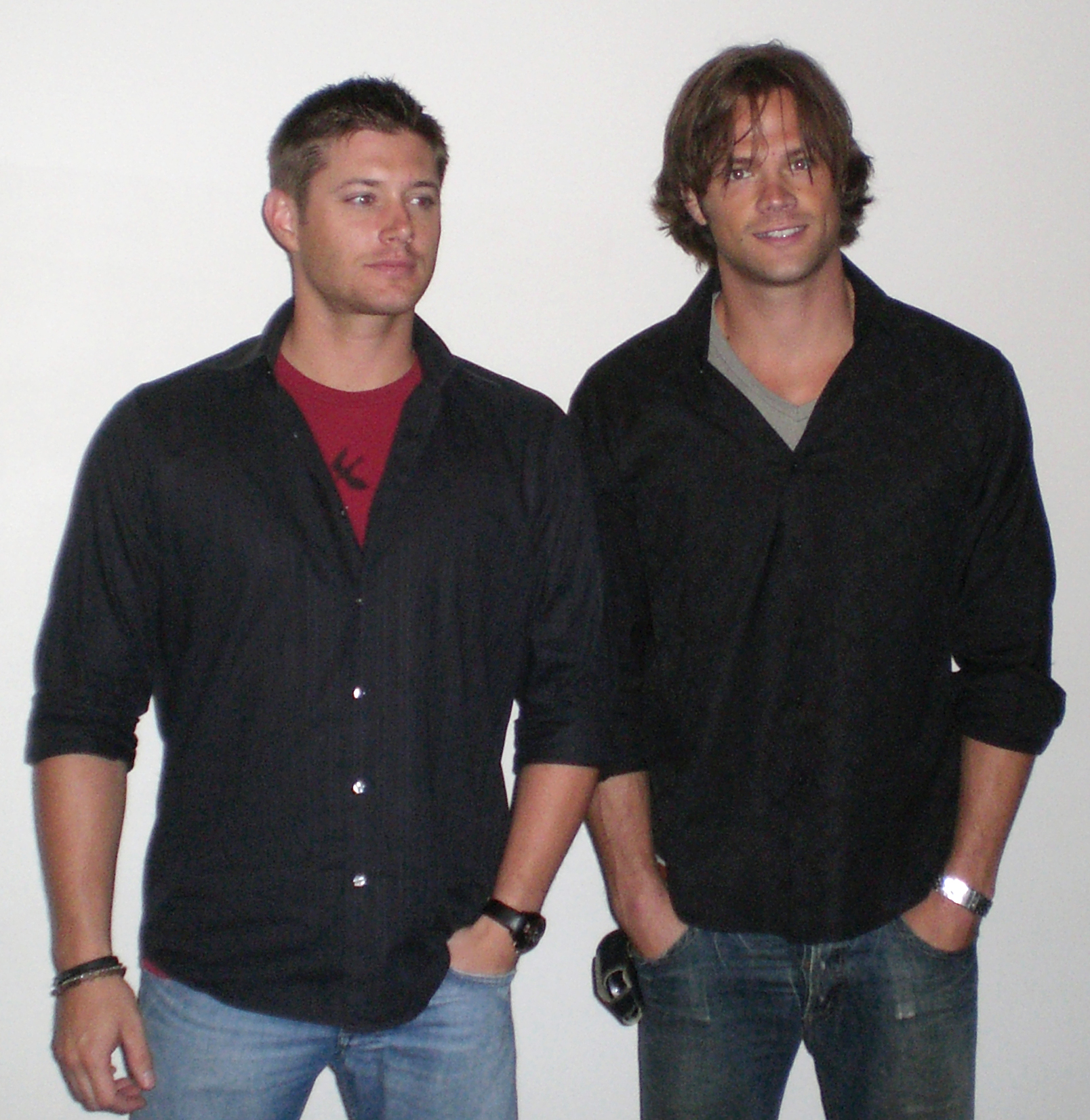
جنسن اکلس (چپ) و جرد پادالکی (راست) دو شخصیت اصلی سریال

سریال سوپرنچرال بیشتر بر روی دو شخصیت سم و دین وینچستر، برادرانی که در سراسر کشور آمریکا شیاطین و دیگر اشکال از موجودات ماوراطبیعی را شکار می‌کنند، متمرکز شده‌است؛ کریپک بیشتر سعی کرده‌است تا آن‌ها را به لوک اسکای‌واکر و هان سولو تشبیه کند. جرد پادالکی، بازیگر نقش سم وینچستر، دربارهٔ نقش خود در این سریال می‌گوید: «من یکی از طرفدارای سریال‌های ترسناک، ازجمله پرونده‌های اکس هستم، و وقتی که فیلم‌نامه را خواندم، متوجه شدم که بسیار به یکدیگر شباهت دارند. همچنین سم یک شخصیت سرگرم‌کننده است که من هرگز قادر به بازی به‌عنوان تنها یک قهرمان نبودم. همانند لوک اسکای واکر یا نئو از ماتریکس.» در ابتدا برای این نقش، ناتر از جنسن اکلس، بازیگر نقش دین وینچستر خواسته بود که آن را بازی کند، ولی او پس از خواندن فیلم‌نامه، تصمیم به بازی در نقش دین در سریال کرد. جنسن اکلس در مورد آنچه که او را به شخصیت دین وینچستر جلب کرد، می‌گوید: 
| ” | وقتی که من فیلم‌نامه را خواندم، دین به یک‌دفعه به من پرتاب شد. باوجود چنین شخصیتی در سریال، همیشه صحنه‌های کمدی و کمی بی‌احتیاطی در سریال می‌بینیم. وقتی از من درخواست شد تا این فیلم‌نامه را بخوانم، آن‌ها خوششان آمد و گفتند که «این کسی است که دنبالش بودیم». پس این برایم فوق‌العاده است، که یک شخصیتی را که واقعاً ازش لذت می‌برم را بازی کنم. | “ |

جفری دین مورگان بازیگر نقش جان وینچستر و پدر سم و دین، برای اولین بار در قسمت آغاز حضور پیدا کرد؛ ولی در حدود نیمی از فصل اول را نقش آفرینی نمی‌کند که پس از آن در فصل دوم کشته می‌شود و در آخر فصل برای کمک به پسرانش در قالب روح نمایش داده می‌شود. در ادامه مجموعه، مشخص می‌شود که جان وینچستر فرزند سوم از زن دیگری را نیز دارد؛ که برادر ناتنی سم و دین محسوب می‌شود. به گفته نویسنده مجموعه، جان شیبان، مرگ جان وینچستر بسیار زود تصمیم‌گیری شد. نویسندگان مجموعه دریافتند که جدا نگه داشتن برادران از پدرشان، در مجموعه شکاف و رخنه‌ای ایجاد می‌کند. شیبان همچنین افزود که «... پسران [نه تنها در طی سفرشان] به دنبال پدرشان بودند، [بلکه] همچنین به دنبال هیولای هر هفته هم می‌رفتند، هر آنچه که وجود داشت، هر آنچه که در مسیر خود با آن برخورد می‌کردند. این مسئله را دشوار کرد؛ چون ما به این فکر بودیم - پدر درحال انجام چه کاری است؟ آیا کارهایی که او انجام می‌دهد جالب‌تر از کارهای پسران است، یا چه؟» نویسندگان معتقد بودند مورگان در ابتدا در مورد بازگشتش به مجموعه برای فصل دوم، به دلیل نقشی که در مجموعه درام پزشکی، آناتومی گری پذیرفته بود، بی‌علاقه بود. برنامه‌های آینده شخصیت جان وینچستر، دلیل تداخل برنامه‌های مورگان نامعلوم بود.
همچنین فصل اول به معرفی دو شیطان، به نام‌های عزازیل و دخترش، که در فصل اول نامش ذکر نشده بود، می‌پردازد. در فصل اول مجموعه، عزازیل به‌طور عمده صرفاً به‌عنوان سایه ظاهر شد و تنها در اواخر فصل با تسخیر کردن جسم جان وینچستر، و دختر عزازیل که بعدها با نام مگ مسترز شناخته شد — با بازی نیکی ایکاکس؛ به‌عنوان مهمان — حضور پیدا کردند. در فصل دوم مجموعه، فردریک لهنه در نقش عزازیل حضور پیدا کرد. باوجود اینکه حضور لهنه تنها برای یک قسمت از فصل دوم برنامه‌ریزی شده بود، به‌قدری مسئولان مجموعه را تحت تأثیر قرار داد، که آن‌ها از لهنه درخواست کردند تا برای دو قسمت پایانی فصل نیز حضور پیدا کند. حتی پس از مرگ شخصیت، عزازیل در فصل چهارم مجموعه نیز توسط کریستوفر بی. مک‌کیب و میچ پیلگینی، در صحنه فلاش‌بک قسمت «در آغاز» که توسط راب لابله کارگردانی شد، حضور پیدا کرد. همچنین لهنه در اولین قسمت از فصل ششم و زمانی که دین مسموم شده بود و عزازیل را در توهمش می‌دید، حضور پیدا کرد. پس از اینکه دختر عزازیل در پایان فصل اول از جسم مگ خارج شد، این شیطان و جسم همراهش در ادامه سریال حضور پیدا کردند، ولی به‌عنوان دو شخصیت مجزا. ایکاکس نقشش را در فصل چهارم و در نقش روح عصبانی مگ که تلاش می‌کرد برای انتقام وینچسترها را به قتل برساند، ادامه داد. همچنین این شیطان در یک قسمت از فصل دوم با بازی پادالکی، که به‌طور موقت در جسم سم ظاهر شد، حضور پیدا کرد. در ادامه مجموعه، شیطان بار دیگر در فصل پنجم و در پوسته جدیدش که توسط ریچل مینر به تصویر کشیده می‌شد، ظاهر شد.
نویسندگان مجموعه خواهان گسترش مفهوم شکارچیان در داستان بودند، که نتیجه آن معرفی بسیاری از شخصیت‌های جدید در فصل‌های سریال شد. جیم بیور، بازیگر آمریکایی، در انتهای فصل اول در نقش بابی سینگر، یک دوست قدیمی خانواده وینچستر، برای اولین بار حضور پیدا کرد. سینگر که پس از مرگ جان وینچستر، پدر برادران، علاوه براینکه به نوعی به پدر جایگزین آن‌ها تبدیل شده بود، به عنوان مربی و کمک‌کننده آن‌ها، پیش از مرگش در فصل هفتم، در شکار بود. حضور شکارچیان دیگر در فصل دوم نیز با ظهور جو و الن هاروله در مشروب‌فروشی بین‌راهی شکارچیان، آغاز شد. این مشروب‌فروشی توسط الن هاروله (با بازی سامانتا فریس) و دخترش جو هاروله (با بازی الونا تال)، که شوهرش یکی از دوستان جان وینچستر بوده، گردانده می‌شد. همچنین اش (با بازی چاد لیندبرگ)، که با استفاده از مهارت‌های گسترده کامپیوتری‌اش به پیگیری اتفاقات ماوراءالطبیعی می‌پرداخت، حضور پیدا کرد. تال پس از مدتی از مجموعه کنار گذاشته شد و معتقد بود که دلیل کنار گذاشتنش، به نظر رسیدن تال به خواهر ۱۴ ساله سم و دین بود. کریپکی ادعا می‌کند که شخصیت اشتباه تصور شده بود و حذف وی از مجموعه، واکنش ضعیف طرفداران را به همراه داشت. همچنین، شخصیت اش در آخر فصل دوم با تخریب مشروب‌فروشی هاروله کشته شد. قراربود الن در قسمتی از فصل سوم به مجموعه بازگردد؛ اما آن قسمت با توجه به اعتصاب نویسندگان لغو شد. نویسندگان مجموعه حضور فریس را برای قسمت‌های آخر فصل سوم در نظر گرفتند، اما او این پیشنهاد را نپذیرفت چرا که آن را غیرقابل قبول دانست که «باعث می‌شد [او] پول و زمان زیادی صرف کند.» با این حال، هر دو بازیگر در نقش‌های جو و الن در فصل پنجم به مجموعه بازگشتند.
برای فصل سوم، نویسندگان تصمیم به معرفی روبی، یک جادوگر شیطانی اسبق که ادعا می‌کند که خواهان همکاری با وینچسترها می‌باشد، به دیگر بازیگران مجموعه افزودند. آن‌ها همچنین شخصیت بلا، که در ادامه فصل به‌عنوان عشق جدید سم محسوب می‌شود، به مجموعه افزودند. به دلیل اینکه، شبکه سی‌دابلیو درخواست کرده بود که شخصیت زن دیگری نیز به مجموعه اضافه شود، نویسندگان مجموعه شخصیت بلا تالبوت، یک دزد خود محور که اشیاء مخفی و عتیقه را به مشتریان ثروتمند می‌فروشد، که در ابتدا برای چند قسمت در نظر گرفته شده بود، به بازیگر اصلی فصل اضافه شد. در نهایت کیتی کسیدی و لورن کوهن، به ترتیب در نقش‌های روبی و بلا انتخاب شدند؛ هر چند آن دو در اصل برای نقش‌های دیگری تست داده بودند. اگرچه هردو بازیگر در فصل سوم تنها در شش قسمت حضور پیدا کردند، در هر قسمت به عنوان بازیگر مهمان حضور پیدا کردند. در نهایت بلا تالبوت در پایان فصل سوم کشته شد و کسیدی نیز به دلایلی مرتبط با بودجه مجموعه را ترک کرد. نقش روبی در فصل چهارم، تا زمان مرگ شخصیت در پایان فصل، به جنویو کورتس (که بعداً همسر پادالکی شد) داده شد. نویسندگان این شخصیت رو به‌عنوان «علاقه‌مند و عاشق» سم وینچستر توصیف می‌کردند.
باتوجه به اینکه نویسندگان خواهان افزودن اساطیر مسیحی به مجموعه بودند، شخصیت کستیل را به دیگر شخصیت‌های مجموعه اضافه کردند. برای اینکه کریپک مایل بود شخصیت به‌عنوان یک فرشته معرفی نشود، در طول تست ابتدایی برای این شخصیت، آن را به‌عنوان یک شیطان معرفی کرده بود. میشا کالینز که به‌عنوان بازیگر شخصیت انتخاب شد، اولین حضور خود را در اوایل فصل چهارم، با زنده کردن دین و بیرون آوردن وی از جهنم، رغم زد و در ادامه داستان نیز به متحد و دوستی با وینچسترها تبدیل شد. حضور شخصیت کستیل در مجموعه در ابتدا تنها برای شش قسمت در نظر گرفته شده بود، اما بعدها این نقش گسترش یافت. در ادامه به کالینز برای حضور به‌عنوان نقش اصلی برای فصل‌های پنجم و ششم پیشنهاد داده شد، چیزی که وی معتقد است به‌طور عمده به دلیل پشتیبانی طرفداران مجموعه اتفاق افتاده‌است. حضور کالینز در دو فصل هفتم و هشتم کاهش پیدا کرد، اما در ادامه و برای فصل‌ها نهم و دهم به صورت نقش اصلی و منظم به مجموعه بازگشت.
همراه با اضافه شدن کستیل به دیگر شخصیت‌های نقش فرشته در مجموعه، رابرت ویسدم نقش فرشته «ستیزه‌جو» و «متعصب» یوریل، که به‌طور پنهانی از لوسیفر حمایت می‌کرد؛ جولی مک‌نیون در نقش آنا میلتون، فرشته سقوط کرده‌ای که بعدها دوباره قدرتش را بازپس گرفته ولی از حضور در بهشت منع شده بود؛ همچنین کرت فولر در نقش زکریا، به‌عنوان رئیس کستیل که خواهان شروع آخرالزمان به منظور آوردن بهشت به زمین بود، به تصویر کشیدند. هر چند شخصیت ویسدم در نهایت به قتل رسید، اما مک‌نیون و فولر نقش خود را در فصل پنجم ادامه دادند و در ادامه فصل نیز مارک پلگرینو در نقش لوسیفر، یکی از فرشتگان مغرب که از بهشت سقوط کرده و به تازگی نیز آزاد شده بود، حضور پیدا کرد. همچنین وی در فصل هفتم نیز در نقش لوسیفر توهمی در ذهن سم ظاهر شد. قبل از انتخاب کالینز، پلگرینو به‌عنوان دومین گزینه برای نقش کستیل انتخاب شده بود؛ ولی با انتخاب کالینز برای نقش کستیل، وی بدون تست برای نقش لوسیفر حضور پیدا کرد. بعدها در ادامه مجموعه، فولر و مک‌نیون نیز همراه با هر دو شخصیت هاروله کشته شدند.
فصل پنجم به معرفی کراولی در نقش شیطان، با بازی مارک شپرد، که بعدها به طولانی‌ترین دشمن وینچسترها و گاهی به ضد قهرمان در این مجموعه تبدیل شد، پرداخت. کراولی در سه قسمت از فصل پنجم برای کمک به وینچسترها برای زندانی کردن دوباره لوسیفر در قفسش حضور پیدا کرد، و که باور داشت وقتی لوسیفر جهان و بشریت را نابود کند، نوبت به شیاطین خواهد رسید. در فصل ششم، کراولی به پادشاه جهنم تبدیل می‌شود و به کستیل برای متوقف کردن رافائل، بزرگ‌ترین دشمن کستیل در فصل ششم که خواهان شروع مجدد آخرالزمان توسط تحت کنترل درآوردن روح‌های برزخ و تقسیم قدرت با کستیل است، کمک می‌کند. در فصل هفتم، کراولی به یک ضد قهرمان تبدیل می‌شود که به وینچسترها در برابر تهدید لویاتان‌ها به رهبری دیک رومن، پس از آزادی‌شان توسط کستیل از برزخ، یاری می‌رساند. در فصل هشتم، کراولی به دشمنی برای وینچسترها تبدیل شد و اقدام به پیدا کردن لوح‌های حاوی کلمات خدا، استفاده از قدرت آن‌ها و جلوگیری از بسته شدن دروازه‌های جهنم برای همیشه توسط وینچسترها کرد. در فصل نهم، کراولی به زندانی وینچسترها تبدیل شد و در نهایت مجبور به پذیرفتن آبادان به‌عنوان پادشاه جدید جهنم شد. شپرد در فصل دهم به‌عنوان شخصیت اصلی مجموعه حضور پیدا کرد.
فصل هفتم به معرفی کوین ترن، پیامبر خدا (با بازی اسریک چاو)، که با ترجمه لوحی حاوی کلام خدا به وینچسترها برای متوقف کردن لوایتان‌ها، که خواهان نابودی همه انسان‌ها هستند، کمک می‌کند. در فصل هشتم، کوین به ترجمه لوح دیگری حاوی کلام خدا، که با استفاده از آن می‌توان درهای جهنم را به‌طور کامل بست، می‌پردازد. در فصل نهم، کوین که در حال تلاش برای پیدا کردن راهی برای بازگرداندن فرشتگان سقوط کرده به بهشت است، توسط گادریل، فرشته‌ای که سم را تسخیر کرده بود، کشته می‌شود.
در فصل نهم گادریل، فرشته‌ای که در اصل با نام ازیکل می‌باشد، با بازی تاهموه پنیکت و پادالکی حضور پیدا می‌کند. زمانی که سم پس از انجام آزمایش‌ها برای بستن دروازه‌های جهنم به سختی مجروح شده بود، گادریل با درخواست‌ها دین ظاهر می‌شود و سم را برای درمانش تسخیر می‌کند، و حضور خود را باعنوان متحد دین ادامه می‌دهد. با این حال، هویت واقعی گادریل بعدها به‌وسیله متاترون، که گفته بود گادریل نگهبانی است که اجازه ورود لوسیفر را به باغ عدن داده بود و تا زمان سقوطش از بهشت در آنجا زندانی بود، آشکار شد. در ادامه گادریل به متحدی با متاترون تبدیل می‌شود که در تلاش است فرشتگان را دوباره گردهم آورد و آن‌ها را دوباره به بهشت برگرداند. به همین دلیل در ادامه وی کوین ترن را می‌کشد و بعد از داخل بدن سم نیز خارج و به پوسته اصلی خود بازمی‌گردد. با این حال پس از اینکه متاترون شروع به فدا کردن فرشتگان برای برنامه‌های خودش می‌کند، گادریل پشیمان می‌شود و به سم، دین و کستیل می‌پیوندد.
از آنجا که مجموعه عمدتاً بر روی دو برادران وینچستر متمرکز شده‌است، نویسندگان دریافتند که بینندگان می‌دانند که این دو شخصیت هیچ‌گاه توسط شخصی کشته نمی‌شوند و نمی‌میرند؛ برای حل این مشکل، نویسندگان اغلب در هر قسمت شخصیت مهمانی را به مجموعه می‌افزایند که به تنش هر قسمت اضافه کند و حتی گاهی در آخر هر قسمت، شخصیت می‌میرد.

## رتبه در بین دیگر سریال‌ها
| فصل | فصل     | تعداد قسمت‌ها | زمان پخش (منطقه زمانی آمریکای شمالی) | آغاز فصل        | پایان فصل  | رتبه | تعداد بینندگان (میلیون نفر) |
| --- | ------- | ------------ | ------------------------------------ | --------------- | ---------- | ---- | --------------------------- |
| ۱   | ۲۰۰۵–۰۶ | ۲۲           | سه‌شنبه ۲۱:۰۰                         | ۱۳ سپتامبر ۲۰۰۵ | ۴ مه ۲۰۰۶  | #۱۶۵ | ۳٫۸۱                        |
| ۲   | ۲۰۰۶–۰۷ | ۲۲           | پنجشنبه ۲۱:۰۰                        | ۲۸ سپتامبر ۲۰۰۶ | ۱۷ مه ۲۰۰۷ | #۲۱۶ | ۳٫۱۴                        |
| ۳   | ۲۰۰۷–۰۸ | ۱۶           | پنجشنبه ۲۱:۰۰                        | ۴ اکتبر ۲۰۰۷    | ۱۵ مه ۲۰۰۸ | #۱۸۷ | ۲٫۷۴                        |
| ۴   | ۲۰۰۸–۰۹ | ۲۲           | پنجشنبه ۲۱:۰۰                        | ۱۸ سپتامبر ۲۰۰۸ | ۱۴ مه ۲۰۰۹ | #۱۶۱ | ۳٫۱۴                        |
| ۵   | ۲۰۰۹–۱۰ | ۲۲           | پنجشنبه ۲۱:۰۰                        | ۱۰ سپتامبر ۲۰۰۹ | ۱۳ مه ۲۰۱۰ | #۱۲۵ | ۲٫۶۴                        |
| ۶   | ۲۰۱۰–۱۱ | ۲۲           | جمعه ۲۱:۰۰                           | ۲۴ سپتامبر ۲۰۱۰ | ۲۰ مه ۲۰۱۱ | #۲۰۹ | ۲٫۴۲                        |
| ۷   | ۲۰۱۱–۱۲ | ۲۳           | جمعه ۲۱:۰۰                           | ۲۳ سپتامبر ۲۰۱۱ | ۱۸ مه ۲۰۱۲ | #۱۷۶ | ۲٫۰۲                        |
| ۸   | ۲۰۱۲–۱۳ | ۲۳           | چهارشنبه ۲۱:۰۰                       | ۳ اکتبر ۲۰۱۲    | ۱۵ مه ۲۰۱۳ | #۱۵۲ | ۲٫۵۱                        |
| ۹   | ۲۰۱۳–۱۴ | ۲۳           | سه‌شنبه ۲۱:۰۰                         | ۸ اکتبر ۲۰۱۳    | ۱۶ مه ۲۰۱۴ | #۱۴۱ | ۲٫۸۱                        |
| ۱۰  | ۲۰۱۴–۱۵ | ۲۳           | سه‌شنبه ۲۱:۰۰ چهارشنبه ۲۱:۰۰          | ۷ اکتبر ۲۰۱۴    | ۲۰ مه ۲۰۱۵ | #۱۵۶ | ۲٫۰۲                        |
| ۱۱  |         |              |                                      |                 |            |      |                             |
| ۱۲  |         |              |                                      |                 |            |      |                             |
| ۱۳  |         |              |                                      |                 |            |      |                             |
| ۱۴  |         |              |                                      |                 |            |      |                             |
| ۱۵  |         |              |                                      |                 |            |      |                             |

## دیگر رسانه‌ها
در ژوئن ۲۰۱۰ اعلام شد که برادران وارنر سفارش ساخت یک مجموعه انیمهٔ ۲۲ قسمتی سوپرنچرال را به استودیو مدهاوس داده‌اند. این مجموعه اقتباسی از فصل اول و دوم مجموعه تلویزیونی اصلی می‌باشد و از ژانویه ۲۰۱۱ پخش شد.